# Vernaccia di San Gimignano
Vernaccia di San Gimignano är ett vitt vin från området kring staden San Gimignano i Toscana, Italien. Det är känt som det första italienska vinet att få DOC-status år 1966 och uppgraderades till DOCG 1993. Vinet produceras huvudsakligen av den lokala druvsorten Vernaccia di San Gimignano och har ett distinkt friskt och mineralrikt uttryck.

## Historia
Vernaccia di San Gimignano har en dokumenterad historia som sträcker sig tillbaka till 1200-talet. Det har omnämnts i litterära verk av bland andra Dante Alighieri och Francesco Redi. Under medeltiden och renässansen var vinet mycket uppskattat vid hov och bland handelsmän. Efter en period av minskat anseende under 1900-talet har kvalitetsfokuserade producenter återuppväckt dess rykte genom modern vinmakning och bättre odlingsmetoder.

## Druva och odlingsområde
Vinet måste innehålla minst 85 % av druvsorten Vernaccia di San Gimignano, som är unik för området och inte bör förväxlas med andra druvor med liknande namn, såsom Vernaccia di Oristano från Sardinien eller Vernaccia Nera från Marche. Odlingarna är belägna på kalkrika jordar i kuperade områden kring San Gimignano, där klimatet är varmt men balanserat av höjden över havet.

## Karaktär
Vernaccia di San Gimignano är ett torrt vitt vin med halmgul färg, ibland med gyllene nyanser. Doften präglas av inslag av gröna äpplen, citrus, blommor och ibland en lätt mandelton. Smaken är frisk, med tydlig syra och ofta en karakteristisk bitterhet i avslutningen. Vissa producenter lagrar en del av produktionen på ekfat, vilket ger vinet mer komplexitet och struktur.

## Produktion
Förutom standardversionen kan vinet även tillverkas i en version betecknad Riserva, vilket kräver längre lagring och högre kvalitetskrav. Enligt DOCG-reglerna måste alkoholhalten vara minst 11 % och vinet kan innehålla upp till 15 % andra tillåtna vita druvor.

## Mat och servering
Vernaccia di San Gimignano passar utmärkt till förrätter, fisk, skaldjur, pastarätter med ljusa såser och milda ostar. Det serveras bäst vid en temperatur på 8–10 °C.